# Akaflieg München Mü 6
Die Akaflieg München Mü 6 war ein Segelflugzeug der studentischen Fliegergruppe Akaflieg München, mit dem der damals neuartige Flugzeugschlepp erprobt wurde.

## Geschichte
Nachdem Ende der 1920er-Jahre die Technik des Flugzeugschlepps als Starthilfe für Segelflugzeuge aufgekommen war, entschlossen sich die Studenten der Akaflieg München, diese damals neue Technik zu erproben. Dazu konstruierten die beiden Studenten Egon Scheibe und Viktor Urban die Mü 6. Ihr Ziel war es, einen besonders leichten sowie robusten Flieger zu bauen. Mit einer Messerschmitt Me 23 b wurden 1931 bei der Akaflieg München die ersten Flugzeugschlepps der Gruppe (und einige der ersten überhaupt) durchgeführt. Der letzte Flug fand im August 1934 statt, bis dahin wurden 23 Flugstunden mit dem Einsitzer absolviert.

## Technische Daten
| Kenngröße         | Daten               |
| ----------------- | ------------------- |
| Besatzung         | 1                   |
| Spannweite        | 14 m                |
| Flügelfläche      | 16,5 m²             |
| Flügelstreckung   | 10,9                |
| Gleitzahl         | 15,5                |
| Geringstes Sinken | 0,78 m/s bei ? km/h |
| Leermasse         | 125 kg              |
| max. Startmasse   | 210 kg              |